# Trevor Mallard

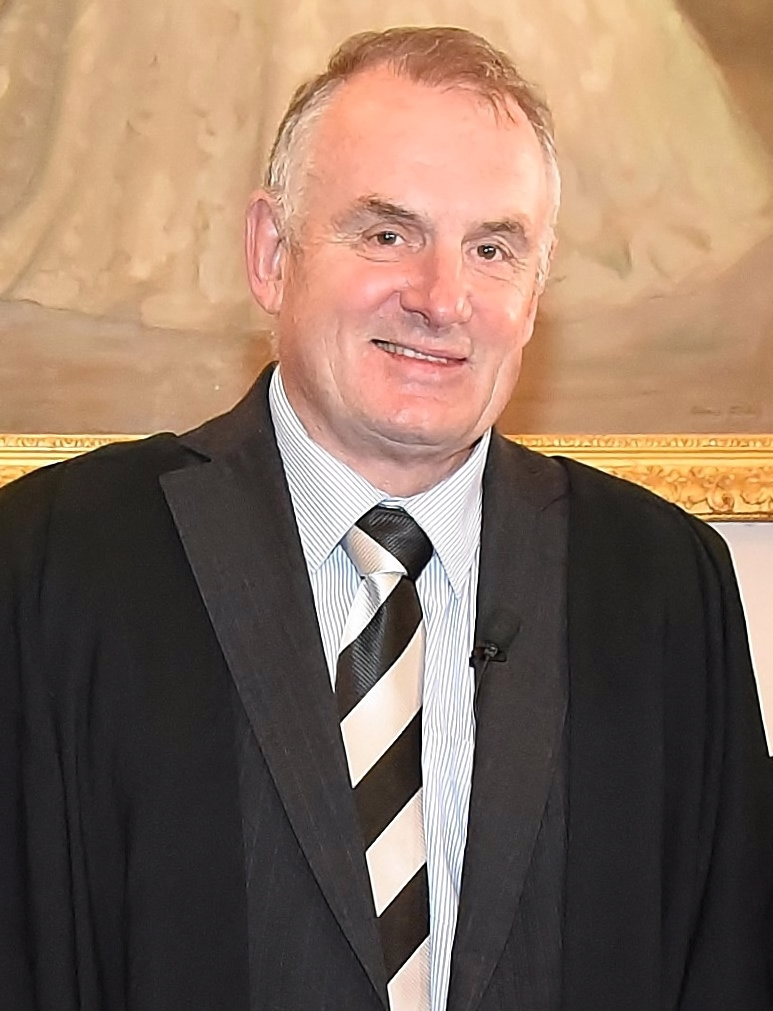
Trevor Mallard (2017)

Trevor Colin Mallard (* 17. Juni 1954 in Wellington) ist ein neuseeländischer Politiker der New Zealand Labour Party, der früher Parlamentsabgeordneter des Wahlbezirks Hutt South war und derzeit Parlamentsabgeordneter und Parlamentspräsident ist. In der fünften neuseeländische Labour-Regierung hatte er Ministerposten für Umwelt, Arbeit, Rundfunk, staatliche Unternehmen, Rugby-Weltcup und Bildung und war stellvertretender Finanzminister. Im 51. Parlament war er der Sprecher der Labour Party für innere Angelegenheiten sowie Sport und Erholung.

## Leben
Mallard wurde in Wellington geboren und besuchte das Onslow College. Nach dem Abschluss seines Bachelor of Arts in Handel und Verwaltung an der Victoria University of Wellington im Jahr 1974 absolvierte er eine Ausbildung als Lehrer am Wellington College of Education und schloss diese mit einem Diplom ab. 1976 hatte er eine Reihe von Lehraufträgen in Wellington und im King Country inne. Während des Unterrichts engagierte sich Mallard in der PPTA, der nationalen Sekundarschullehrergewerkschaft, und von 1979 bis war er Sekretär der PPTA-Niederlassung in King Country 1984. 1984 erwarb er ein Diplom in Weiterbildung an der University of Waikato.
Mallard trat der Labour Party im Jahr 1972 bei, während er noch an der Universität war. Er hatte mehrere interne Parteiposten, bis er 1984 als Abgeordneter der Partei für Hamilton-West gewählt wurde. Bei den Wahlen von 1987 wurde er wiedergewählt, verlor seinen Sitz jedoch bei den Wahlen von 1990. Nach seiner Rückkehr in die Gegend von Wellington trat er bei der Parlamentswahl 1993 im Wahlbezirk Pencarrow in Lower Hutt an und war erfolgreich. Er behielt diesen Sitz bis 2017. Heute heißt der Wahlbezirk Hutt South.
Mallard war während der fünften Labour-Regierung in verschiedenen Positionen in Ministerien tätig, darunter Bildung und staatliche Dienste (1999–2005), Sport (1999–2007) und stellvertretender Finanzminister (1999–2008).

### Fünfte Labourregierung (1999–2008)
Als Labour die Wahl 1999 gewann, wurde Mallard ins Kabinett berufen. Er wurde Minister für Bildung, Minister für Staatsdienste und Minister für Sport und Erholung, und im Zusammenhang mit seiner Rolle als Bildungsminister wurde er auch Minister für das Education Review Office. Im Zusammenhang mit seiner Rolle als Sportler wurde er auch Minister für den America’s Cup (Neuseeland hielt damals den America’s Cup) und 2004 wurde Mallard auch Koordinator für Rassenbeziehungen und Energieminister.
Bei einer Kabinettsumbildung im Oktober 2007 wurde er zum Minister für Umwelt, zum Arbeitsminister, zum Rundfunkminister, zum Minister für Staatsunternehmen und zum stellvertretenden Finanzminister ernannt.

#### Bildungsminister
Mallards Umgang mit dem Bildungsportfolio wurde von Lehrergewerkschaften, einschließlich der PPTA, heftig kritisiert, und in seiner ersten Amtszeit als Minister wurde er von Lehrern während eines lang andauernden Streiks über die Gehälter kritisiert.
In seiner zweiten Amtszeit wurde er für ein Schulschließungsprogramm kritisiert, von dem fast 90 Schulen im ganzen Land betroffen waren.  Das Programm wurde schließlich eingestellt, nachdem es von Eltern und Lehrern heftig kritisiert wurde.

#### Minister für Sport und Erholung
Im April 2002 machte Trevor Mallard grobe Kommentare über das Einsetzen von Bierflaschen in „unbequeme Plätze“ des International-Rugby-Board-Vorstandsvorsitzenden Vernon Pugh und des australischen Rugby-Chefs John O’Neill während eines Radiointerviews über den Entzug der Co-Hosting-Rechte für den Rugby Weltcups 2003: Er entschuldigte sich später, hätte seine Leidenschaft für Rugby mit seiner Rolle als Sportminister vermischt.

#### Minister für Staatsunternehmen
Im Jahr 2006 kündigte Mallard an, dass die Regierung eine Politik einführen werde, die staatliche Unternehmen (SEOs) ermutigt, in neue Geschäftsbereiche zu expandieren und zu diversifizieren, um Wohlstand für das Land aufzubauen.
Mallard sagte im Jahr 2007, dass die Regierung in Bezug auf die soziale Verantwortung der staatlichen Unternehmen wahrscheinlich strenger sei. Mallard erklärte, dass soziale Verantwortung eine der Kernfunktionen von SEOs sei, aber nicht genug getan werde. Anzahl der Vorfälle durch SEOs, einschließlich einer Stromunterbrechung durch Mercury Energy, die zum Tod von Folole Muliaga führte, einer Person, die auf eine Lungenmaschine angewiesen war.

#### Minister für Arbeit
Im Jahr 2008 implementierte Mallard ein neues Tool, um kleine Unternehmen bei der Bewältigung von Gefahren zu unterstützen. Ziel des Projekts war die Verbesserung der Arbeitsleistung.

#### Minister für Rundfunk
Im Juli 2008 kritisierte Mallard einen TVNZ-Bericht wegen eines Übergriffs durch den Sportreporter Tony Vietch. Er sagte, dass dem Bericht wichtige Details fehlten, z. B. dass er keinen Angriff erwähnte.

### Fifth National Government (2008–2017)

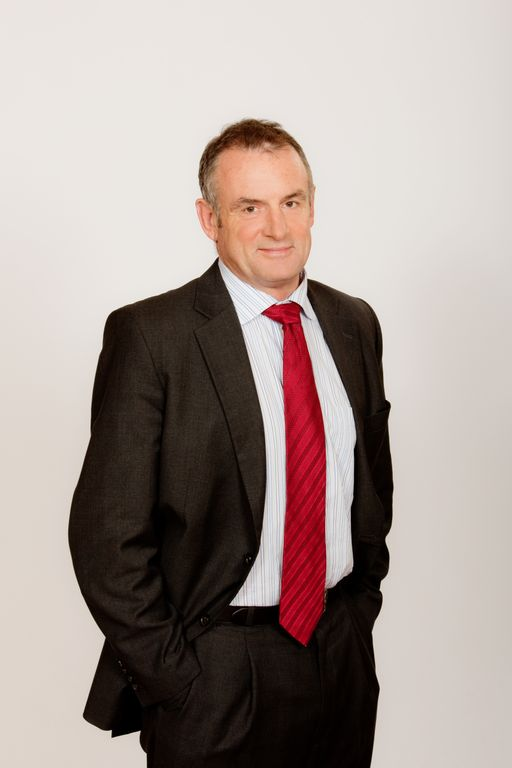
Mallard (2011)

Obwohl Labour bei den Parlamentswahlen 2008 besiegt wurde, behielt Mallard seinen Sitz. In Opposition diente er als Schattenführer des Repräsentantenhauses und Opposition in den Bereichen Bildung, Arbeit, Sport und Erholung.
Im Juli 2016 kündigte Mallard an, dass er nicht im Wahlkreis Hutt South antreten werde, sondern als Listenkandidat mit der Absicht, Sprecher des Parlaments zu werden, antreten werde. Bei den Parlamentswahlen 2017 wurde Mallard auf der Liste der Labour Party in das 52. neuseeländische Parlament gewählt.

### Sechste Labourregierung (seit 2017)
Nach der Bildung einer von Labour geführten Koalitionsregierung mit New Zealand First und den Grünen Parteien im Oktober 2017 wurde Mallard am 7. November zum Präsidenten des Parlaments gewählt Von den neuen Abgeordneten war vereidigt worden. Er dient auch als Vorsitzender mehrerer Ausschüsse, darunter die Ausschüsse für Wirtschaft und Beamte der Parlamentsausschüsse sowie die Kommission für parlamentarische Dienste.

### Kontroversen
Mallard war während seiner politischen Karriere in eine Reihe kontroverser Auseinandersetzungen verwickelt.
Im September 2006 wurde Mallard in den Rücktritt des Parteichefs der National Party Don Brash verwickelt, nachdem er im Parlament die Behauptung ausgesprochen hatte, Brash habe eine außereheliche Affäre geführt.
Im Oktober 2007 schlug Mallard den Abgeordneten der Nationalpartei Tau Henare in einem Streit vor den Debattierkammern nieder, und es wird vermutet, dass dies auf Kommentare von Henare zu einer neuen Beziehung zurückzuführen war, die Mallard eingegangen war. Mallard entschuldigte sich schnell dafür. Er erklärte auch öffentlich, dass die Frau, mit der er eine neue Beziehung eingegangen war, die ehemalige Ruderweltmeisterin Brenda Lawson war.  Die Polizei lehnte eine Untersuchung ab, Graham McCready reichte jedoch Privatklage ein. Mallard bekannte sich schuldig und willigte ein, 500 $ für das Drogen- und Alkoholprogramm der Heilsarmee zu zahlen.
Im Mai 2008 wurde Mallard vom neuseeländischen Wahlpräsidenten Robert Peden gewarnt, dass die Beschilderung seines Wahlfahrzeugs gegen Bestimmungen des umstrittenen Wahlgesetzes verstoße, und forderte ihn auf, die Beschilderung um eine Genehmigung von Parteifunktionären zu aktualisieren. Er hat die Angelegenheit nicht zur strafrechtlichen Verfolgung an die neuseeländische Polizei verwiesen, da sie als unerheblich angesehen wurde.
Im Februar 2012 wurde Mallard vorgeworfen, sich mit Ticketwiederverkäufen auf Trade Me zu bereichern, als er vier Tickets für das Musikfestival Homegrown für 246 US-Dollar verkaufte. Der Abgeordnete hatte 2006 ein Gesetz verabschiedet, das Major Events Management Act 2007, das Ticketwiederverkauf für Großereignisse verbietet. Homegrown wurde allerdings nicht als "Großereignis" eingestuft und war somit nicht davon betroffen. Er bot später an, das Geld, das er für die Tickets erhielt, zurückzuerstatten.

## Privatleben
Mallard kündigte seine Trennung von Frau Stephanie im Juni 2007 nach 33 Jahren Ehe an. Er hat drei Kinder, von denen eines, Beth Mallard, im Frauenrugbynationalteam von Neuseeland Black Fern spielt. Am 29. Dezember 2014 heiratete Mallard die Journalistin Jane Clifton. Er interessiert sich für Erholung im Freien einschließlich Fahrradfahren. Vor seiner Zeit im neuseeländischen Parlament war er ein aktiver Rugbyspieler.

## Sonstiges
Nach dem Vornamen Trevor Mallards wurde im September 2018 eine männliche Stockente, die im Englischen mallard genannt wird, auf der Insel Niue benannt. Trevor Mallard bekundete den Niueanern im Namen des neuseeländischen Repräsentantenhauses sein Beileid, nachdem der Erpel Trevor im Januar 2019 von Hunden totgebissen worden war.